# Младият Били Йънг
„Младият Били Йънг“ (на английски: Young Billy Young) е уестърн на режисьора Бърт Кенеди, който излиза на екран през 1969 година.

## Сюжет
Бен Кейн е бивш шериф на Додж сити, попада на Били Йънг, който няма кон и е изоставен от партньора му Джеси Бун скоро след убийството на мексикански генерал.
Кейн позволява на младия Били да го придружи до град в Ню Мексико, където има работа, която го чака като заместник шериф. Истинската цел на Кейн е да намери човека, който е убил сина му.
В града Кейн научава от момичето от танцовата зала Лили Белойт, че Джон Бихан и Франк Бун, които управляват града, тайно възнамеряват да убият Кейн при първия удобен случай, който получат. Франк Бун е този, когото Кейн търси. Джеси синът на Франк Бун е затворен от Кейн и обвинен за убийството по Док Къшман.
Кейн и Лили стават любовници. Междувременно Били освобождава Джеси от затвора, но се чувства виновен, след като Лили му разкрива какво се е случило със сина на Кейн. След като се разправя с Бихан и по-възрастния Бун, Бен Кейн връчва значката си на Били да го замести.

## В ролите
| Актьор          | Роля                       |
| --------------- | -------------------------- |
| Робърт Мичъм    | Заместник Бен Кейн         |
| Анджи Дикинсън  | Лили Белойт                |
| Робърт Уокър    | Били Йънг                  |
| Дейвид Карадайн | Джеси Бун                  |
| Джак Кели       | Джон Бихан                 |
| Джон Андерсън   | Франк Бун                  |
| Пол Фикс        | Чарли (шофьор на дилижанс) |
| Уилис Бучи      | Док Къшман                 |